# Love and Dance World Tour
Love and Dance World Tour fue una gira musical del cantante y compositor puertorriqueño Luis Fonsi. La gira fue realizada en apoyo a su hit mundial, Despacito, publicado en enero de 2017. Las primeras fechas fueron anunciadas en mayo de 2017 a través de múltiples portales de internet.
Dio comienzo el 1 de julio de 2017 en España y continuó por América, Asia y África hasta finales de 2018.

## Repertorio
1. Tanto para nada
2. Corazón en la maleta
3. Nada es para siempre
4. Imagíname sin ti
5. Apaga la luz
6. Gritar
7. Llegaste tú
8. ¿Quién te dijo eso?
9. Por una mujer
10. Llueve por dentro
11. Échame la culpa
12. Se supone
13. Yo te propongo
14. Medley: Quisiera poder olvidarme de ti
15. Qué quieres de mí
16. Abrazar la vida
17. Aunque estés con él
18. Respira
19. No me doy por vencido
20. Aquí estoy yo
21. Despacito

## Fechas
Las primeras fechas anunciadas recalaban en Europa y Norteamérica, aunque más adelante se anunciaron nuevas fechas en Latinoamérica.
| Fecha                               | Ciudad                 | País                 | Recinto                              |
| ----------------------------------- | ---------------------- | -------------------- | ------------------------------------ |
| Primera etapa: Europa y África      |                        |                      |                                      |
| 1 de julio de 2017                  | Andújar                | España               | Campo de fútbol de La Safa           |
| 6 de julio de 2017                  | Huelva                 | España               | Foro Iberoamericano de La Rábida     |
| 8 de julio de 2017                  | Palma de Mallorca      | España               | Plaza de Toros de Palma              |
| 10 de julio de 2017                 | Laguna de Duero        | España               | Estadio municipal de Laguna de Duero |
| 11 de julio de 2017                 | Gijón                  | España               | Palacio de los Deportes La Guía      |
| 13 de julio de 2017                 | Murcia                 | España               | Plaza de Toros de La Condomina       |
| 14 de julio de 2017                 | Valencia               | España               | Auditorio Marina Sur                 |
| 15 de julio de 2017                 | Benidorm               | España               | Plaza de toros de Benidorm           |
| 18 de julio de 2017                 | Lisboa                 | Portugal             | Plaza de toros de Campo Pequeno      |
| 19 de julio de 2017                 | Gondomar               | Portugal             | Pavilhão Multiusos de Gondomar       |
| 21 de julio de 2017                 | Las Palmas de G.C.     | España               | Estadio de Gran Canaria              |
| 22 de julio de 2017                 | Santa Cruz de Tenerife | España               | Recinto Portuario                    |
| 23 de julio de 2017                 | Santa Cruz de La Palma | España               | Recinto Portuario                    |
| 25 de julio de 2017                 | Vigo                   | España               | Institución Ferial de Vigo           |
| 27 de julio de 2017                 | Santander              | España               | Campa de la Magdalena                |
| 28 de julio de 2017                 | Lucca                  | Italia               | Piazza Napoleone                     |
| 30 de julio de 2017                 | Madrid                 | España               | Teatro Real                          |
| 31 de julio de 2017                 | Ibiza                  | España               | Recinto ferial de Ibiza              |
| 2 de agosto de 2017                 | Marbella               | España               | Auditorio Festival Starlite          |
| 3 de agosto de 2017                 | Sanlúcar de Barrameda  | España               | Teatro municipal de Sanlúcar         |
| 5 de agosto de 2017                 | Calella de Palafrugell | España               | Auditorio Festival Cap Roig          |
| 6 de agosto de 2017                 | Salou                  | España               | Plaça de la Comunitats Autònomes     |
| 7 de agosto de 2017                 | Budapest               | Hungría              | Budapest Park                        |
| 10 de agosto de 2017                | Ayia Napa              | Chipre               | Makronissos Beach Club               |
| 11 de agosto de 2017                | Alejandría             | Egipto               | Marina Village                       |
| 12 de agosto de 2017                | Estocolmo              | Suecia               | Ericsson Globe                       |
| 13 de agosto de 2017                | Bodrum                 | Turquía              | Palmalife Bodrum Resort              |
| Segunda etapa: América              |                        |                      |                                      |
| 20 de agosto de 2017                | La Rioja               | Argentina            | Superdomo La Rioja                   |
| 21 de agosto de 2017                | Dolores                | Argentina            | Plaza Castelli                       |
| 23 de agosto de 2017                | Mendoza                | Argentina            | Arena Sancor Seguros Stadium         |
| 25 de agosto de 2017                | Córdoba                | Argentina            | Orfeo Superdomo Córdoba              |
| 26 de agosto de 2017                | Rosario                | Argentina            | City Center Rosario                  |
| 28 de agosto de 2017                | Tucumán                | Argentina            | Estadio Central Córdoba              |
| 29 de agosto de 2017                | Salta                  | Argentina            | Estadio Delmi                        |
| 30 de agosto de 2017                | Corrientes             | Argentina            | Club Juventus                        |
| 1 de septiembre de 2017             | Buenos Aires           | Argentina            | Estadio Luna Park                    |
| 2 de septiembre de 2017             | Buenos Aires           | Argentina            | Estadio Luna Park                    |
| 3 de septiembre de 2017             | Buenos Aires           | Argentina            | Estadio Luna Park                    |
| 8 de septiembre de 2017             | Las Vegas              | Estados Unidos       | Pearl Concert Theater                |
| 9 de septiembre de 2017             | Los Ángeles            | Estados Unidos       | The Wiltern                          |
| 10 de septiembre de 2017            | Phoenix                | Estados Unidos       | Comerica Theatre                     |
| 13 de septiembre de 2017            | El Paso                | Estados Unidos       | Abraham Chavez Theatre               |
| 15 de septiembre de 2017            | Irving                 | Estados Unidos       | Irving Music Factory                 |
| 16 de septiembre de 2017            | San Antonio            | Estados Unidos       | Majestic Theatre San Antonio         |
| 17 de septiembre de 2017            | Sugar Land             | Estados Unidos       | Smart Financial Centre               |
| 20 de septiembre de 2017            | Clearwater             | Estados Unidos       | Ruth Eckerd Hall                     |
| 22 de septiembre de 2017            | Hollywood              | Estados Unidos       | Hard Rock Live Hollywood             |
| 23 de septiembre de 2017            | Orlando                | Estados Unidos       | Hard Rock Live Orlando               |
| 24 de septiembre de 2017            | Atlanta                | Estados Unidos       | Coca-Cola Roxy                       |
| 26 de septiembre de 2017            | Rosemont               | Estados Unidos       | Rosemont Theatre                     |
| 28 de septiembre de 2017            | Brooklyn               | Estados Unidos       | Kings Theatre                        |
| 29 de septiembre de 2017            | Massachusetts          | Estados Unidos       | The Grand Theater                    |
| 30 de septiembre de 2017            | Atlantic City          | Estados Unidos       | Caesars Atlantic City                |
| 4 de octubre de 2017                | Lima                   | Perú                 | Jockey Club                          |
| 6 de octubre de 2017                | Temuco                 | Chile                | Gimnasio Olímpico UFRO               |
| 7 de octubre de 2017                | Concepción             | Chile                | Gimnasio municipal de Concepción     |
| 9 de octubre de 2017                | Viña del Mar           | Chile                | Enjoy Viña del Mar                   |
| 12 de octubre de 2017               | Santiago               | Chile                | Movistar Arena                       |
| 13 de octubre de 2017               | Santiago               | Chile                | Movistar Arena                       |
| 14 de octubre de 2017               | Antofagasta            | Chile                | Estadio Sokol                        |
| 15 de octubre de 2017               | Coquimbo               | Chile                | Enjoy Coquimbo                       |
| Tercera etapa: Europa y Asia        |                        |                      |                                      |
| 19 de noviembre de 2017             | Moscú                  | Rusia                | Stadium Live Club                    |
| 22 de noviembre de 2017             | Riga                   | Letonia              | Arena Riga                           |
| 24 de noviembre de 2017             | Belgrado               | Serbia               | Kombank Arena                        |
| 1 de diciembre de 2017              | Roma                   | Italia               | Cinecittà World                      |
| 3 de diciembre de 2017              | Oberhausen             | Alemania             | Turbinenhalle Oberhausen             |
| 4 de diciembre de 2017              | Ámsterdam              | Países Bajos         | AFAS Live                            |
| 6 de diciembre de 2017              | Doha                   | Catar                | W Doha                               |
| Cuarta etapa: América               |                        |                      |                                      |
| 17 de diciembre de 2017             | La Plata               | Argentina            | República de los Niños               |
| 6 de febrero de 2018                | Villa María            | Argentina            | Anfiteatro de Villa María            |
| 17 de febrero de 2018               | El Calafate            | Argentina            | Anfiteatro del Bosque                |
| 19 de febrero de 2018               | Rosario                | Argentina            | City Center Rosario                  |
| 21 de febrero de 2018               | Viña del Mar           | Chile                | Anfiteatro de la Quinta Vergara      |
| 25 de febrero de 2018               | Buenos Aires           | Argentina            | Teatro Colon                         |
| 27 de febrero de 2018               | Montevideo             | Uruguay              | Centro de Espectáculos Landia        |
| 7 de marzo de 2018                  | Monterrey              | México               | Auditorio Pabellón M                 |
| 9 de marzo de 2018                  | Torreón                | México               | Coliseo Centenario                   |
| 10 de marzo de 2018                 | Tijuana                | México               | Plaza Monumental                     |
| 11 de marzo de 2018                 | Mexicali               | México               | Plaza Del Toros                      |
| 14 de marzo de 2018                 | Guadalajara            | México               | Auditorio Telmex                     |
| 16 de marzo de 2018                 | Ciudad de México       | México               | Auditorio Nacional                   |
| 17 de marzo de 2018                 | Cancún                 | México               | Plaza de Toros de Cancún             |
| 18 de marzo de 2018                 | Mérida                 | México               | Coliseo Yucatán                      |
| 22 de marzo de 2018                 | Morelia                | México               | Plaza de Toros de Moreila            |
| 23 de marzo de 2018                 | Culiacán               | México               | Palacio de Gobierno                  |
| 3 de mayo de 2018                   | Curitiba               | Brasil               | Live Curitiba                        |
| 4 de mayo de 2018                   | São Paulo              | Brasil               | Espaço das Américas                  |
| 5 de mayo de 2018                   | Río de Janeiro         | Brasil               | Espaço das Américas                  |
| 24 de mayo de 2018                  | Ciudad de Panamá       | Panamá               | Centro de Convenciones Amador        |
| 1 de junio de 2018                  | San Juan               | Puerto Rico          | Coliseo José Miguel Agrelot          |
| 2 de junio de 2018                  | San Juan               | Puerto Rico          | Coliseo José Miguel Agrelot          |
| 9 de junio de 2018                  | La Romana              | República Dominicana | Altos de Chavón                      |
| 14 de junio de 2018                 | Quito                  | Ecuador              | Coliseo General Rumiñahui            |
| 16 de junio de 2018                 | Guayaquil              | Ecuador              | Coliseo Voltaire Paladines Polo      |
| Quinta etapa: Europa, África y Asia |                        |                      |                                      |
| 30 de junio de 2018                 | Rabat                  | Marruecos            | Festival Mawazine                    |
| 1 de julio de 2018                  | Bucarest               | Rumania              | Festival El Carrusel                 |
| 7 de julio de 2018                  | Đà Nẵng                | Vietnam              | CocoFest                             |
| 18 de julio de 2018                 | Ibiza                  | España               | Amnesia                              |
| 20 de julio de 2018                 | Tenerife               | España               | Aparcamiento del Parque Marítimo     |
| 21 de julio de 2018                 | Las Palmas             | España               | Anexo Gran Canaria Arena             |
| 23 de julio de 2018                 | Barcelona              | España               | Gran Teatro del Liceo                |
| 26 de julio de 2018                 | Marbella               | España               | Auditorio Festival Starlite          |
| Sexta etapa: América y Asia         |                        |                      |                                      |
| 25 de agosto de 2018                | Atlantic City          | Estados Unidos       | Hard Rock Hotel Casino               |
| 1 de septiembre de 2018             | Pomona                 | Estados Unidos       | Fairplex                             |
| 3 de noviembre de 2018              | Azogues                | Ecuador              | Estadio Jorge Andrade                |
| 18 de noviembre de 2018             | Shanghái               | China                | Djakarta Warehouse Project           |
| 2 de diciembre de 2018              | San Juan               | Puerto Rico          | Coliseo José Miguel Agrelot          |